# Sainte-Jeanne-d'Arc (La Mitis)
Pour les articles homonymes, voir Sainte-Jeanne-d'Arc.
Sainte-Jeanne-d'Arc  est une municipalité de paroisse à vocation agricole de la province de Québec (Canada), située dans la municipalité régionale de comté (MRC) de La Mitis, dans la région administrative du Bas-Saint-Laurent.

## Toponymie

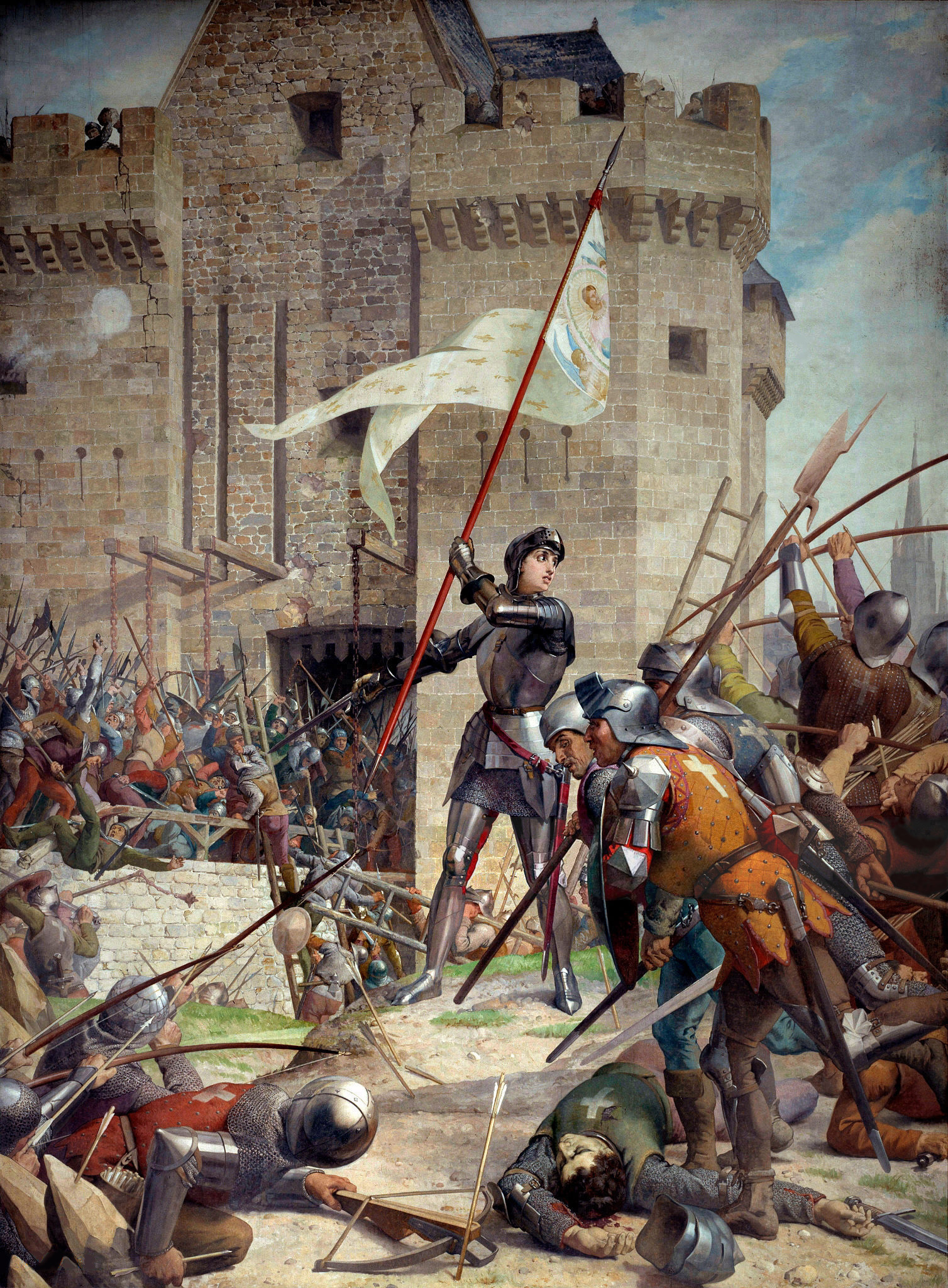
Jeanne d'Arc au siège d'Orléans, peinture de Jules Eugène Lenepveu, vers 1886-1890, au Panthéon de Paris

Le toponyme de Sainte-Jeanne-d'Arc est en l'honneur de Jeanne d'Arc, la pucelle d'Orléans, qui fut canonisée la même année que la fondation de la paroisse de Sainte-Jeanne-d'Arc en 1920. Jeanne d'Arc mena les troupes françaises lors de la guerre de Cent Ans contre les Anglais et les Bourguignons. Elle fut brûlée vive en 1431. Elle est l'une des trois saintes patronnes de la France.
La paroisse Sainte-Jeanne-d'Arc fut aussi appelée Massé, nom emprunté à un rang de l'endroit, et Sainte-Croix, à cause d'une croix érigée en 1920 dans le rang Cabot.
Les gentilés sont nommés Jeannois-Mitissien depuis 1986 afin de différencier les citoyens de Sainte-Jeanne-d'Arc dans La Mitis de ceux de Sainte-Jeanne-d'Arc au Lac-Saint-Jean.

## Histoire
Avant la création de la paroisse et de la municipalité de Sainte-Jeanne-d'Arc, le territoire faisait partie des cantons de Massé et de Cabot. La paroisse catholique de Sainte-Jeanne-d'Arc a été créée le 12 novembre 1920. Le bureau de poste a été ouvert en 1921 sous le nom de Sainte-Jeanne-d'Arc-de-Matane. La municipalité de paroisse a été créée officiellement le 30 janvier 1922. La caisse populaire a été fondée le 1er mars 1947.

## Géographie
Sainte-Jeanne-d'Arc est située sur le versant sud du fleuve Saint-Laurent à 370 km au nord-est de Québec et à 375 km à l'ouest de Gaspé. Les villes importantes près de Sainte-Jeanne-d'Arc sont Rimouski à 55 km à l'ouest et Mont-Joli à 20 km au nord-ouest. Sainte-Jeanne-d'Arc est située dans le territoire qu'occupait autrefois la seigneurie de Mitis.
La municipalité de paroisse de Sainte-Jeanne-d'Arc est située dans la municipalité régionale de comté de La Mitis dans la région administrative du Bas-Saint-Laurent. La paroisse éponyme de Sainte-Jeanne-d'Arc est située dans l'Archidiocèse de Rimouski et, plus précisément, pastorale de La Mitis. Sainte-Jeanne-d'Arc fait partie de la région touristique de la Gaspésie dans la sous-région touristique de la vallée de la Matapédia.

## Hydrographie
La Mitis traverse le centre-ouest de la municipalité du sud vers le nord.
La rivière Mistigougèche en traverse les sud-ouest vers le nord-est jusqu'à sa confluence avec la rivière Mitis.
La rivière Mercier en longe la limite sud-est jusqu'à sa confluence avec la rivière Mitis.

## Démographie
| 1991 | 1996 | 2001 | 2006 | 2011 | 2016 | 2021 |
| ---- | ---- | ---- | ---- | ---- | ---- | ---- |
| 451  | 371  | 354  | 322  | 313  | 280  | 217  |

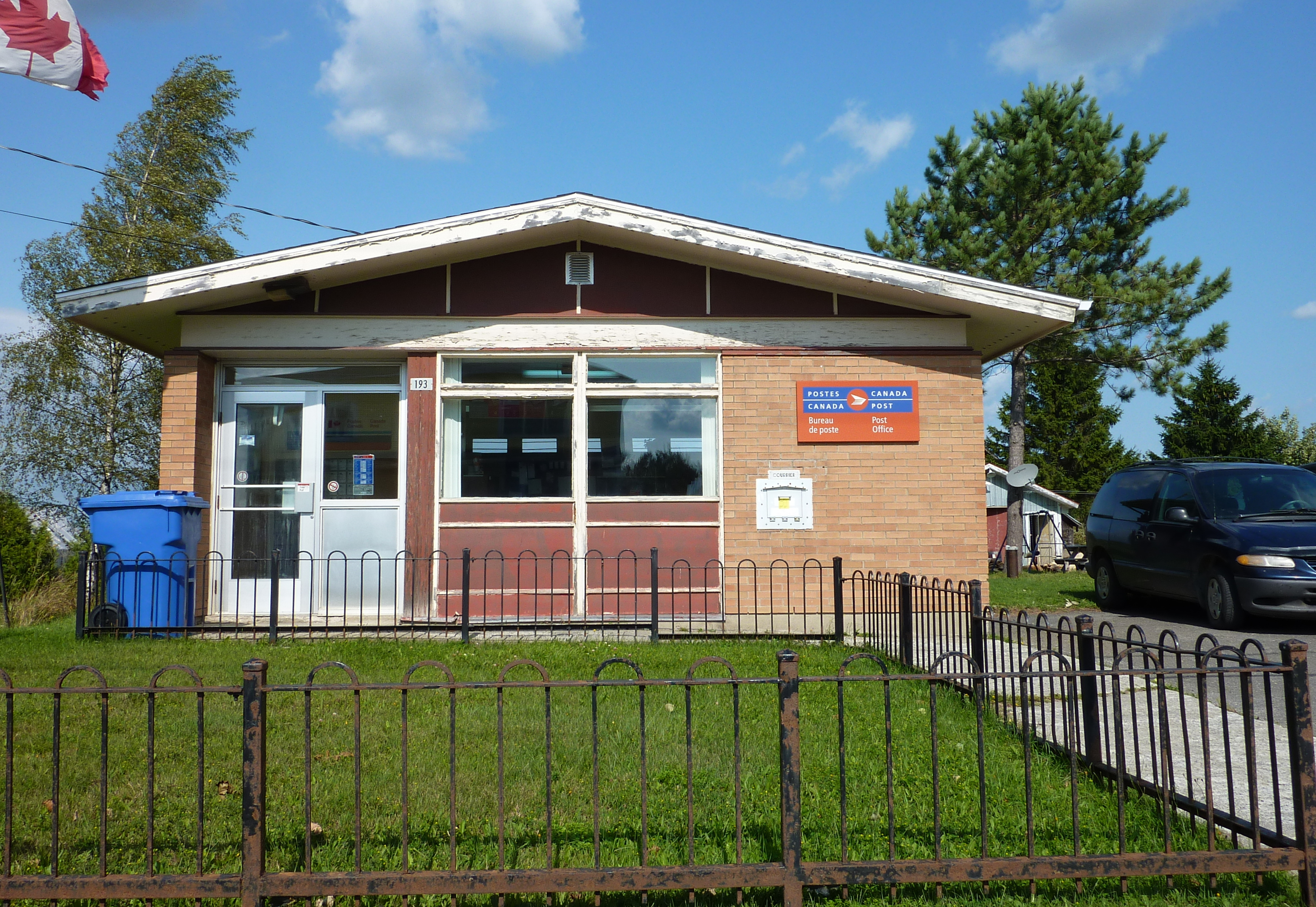
Le bureau de poste de Sainte-Jeanne-d'Arc en septembre 2009

La population de Sainte-Jeanne-d'Arc était de 322 habitants en 2006 et de 354 en 2001. Cela correspond à une décroissance démographique de 9 %. Toute la population de Sainte-Jeanne-d'Arc a le français comme langue maternelle et 9,9 % de la population maitrise les deux langues officielles du Canada.
30 % de la population âgée de 15 ans et plus de Sainte-Jeanne-d'Arc n'a aucun diplôme d'éducation. 60 % de cette population n'a que le diplôme d'études secondaires ou professionnelles. Il n'y a personne à Sainte-Jeanne-d'Arc qui possède un diplôme universitaire. Tous les habitants de Sainte-Jeanne-d'Arc ont effectué leurs études à l'intérieur du Canada.

## Administration
Les élections municipales ont lieu tous les quatre ans et s'effectuent en bloc sans division territoriale.
| mandat      | fonction    | nom                 |
| ----------- | ----------- | ------------------- |
| 2013 - 2017 | maire       | Maurice Chrétien    |
| 2013 - 2017 | conseillers |                     |
| 2013 - 2017 | #1          | Michelle Clouâtre   |
| 2013 - 2017 | #2          | Michel Paris        |
| 2013 - 2017 | #3          | Gervais Chamberland |
| 2013 - 2017 | #4          | Sylvain Paradis     |
| 2013 - 2017 | #5          | Noëlla Ouellet      |
| 2013 - 2017 | #6          | Gilbert Béland      |

| Sainte-Jeanne-d'Arc Maires depuis 2001                                                                               |                  |         |          |
| Élection | Maire            | Qualité | Résultat |
| 2001 | Maurice Proulx   |         | Voir     |
| 2005 | Maurice Chrétien |         | Voir     |
| 2009 | Maurice Chrétien | Voir    |          |
| 2013 | Maurice Chrétien | Voir    |          |
| 2017 | Maurice Chrétien | Voir    |          |
| 2021 | Michel Verrault  |         | Voir     |
| Élection partielle en italique Depuis 2005, les élections sont simultanées dans toutes les municipalités québécoises |                  |         |          |

## Représentations politiques
Québec : Sainte-Jeanne-d'Arc fait partie de la circonscription provinciale de Matane-Matapédia. Cette circonscription est actuellement représentée par Pascal Bérubé, député du Parti québécois.
 Canada : Sainte-Jeanne-d'Arc fait partie de la circonscription fédérale de Avignon—La Mitis—Matane—Matapédia. Elle est représentée par Kristina Michaud, député du Parti libéral du Canada.

## Économie
L'économie de Sainte-Jeanne-d'Arc tourne principalement autour de l'agriculture.